# 三鷹消防署
三鷹消防署（みたかしょうぼうしょ）は、東京都三鷹市にある東京消防庁第八消防方面本部に所属する消防署。

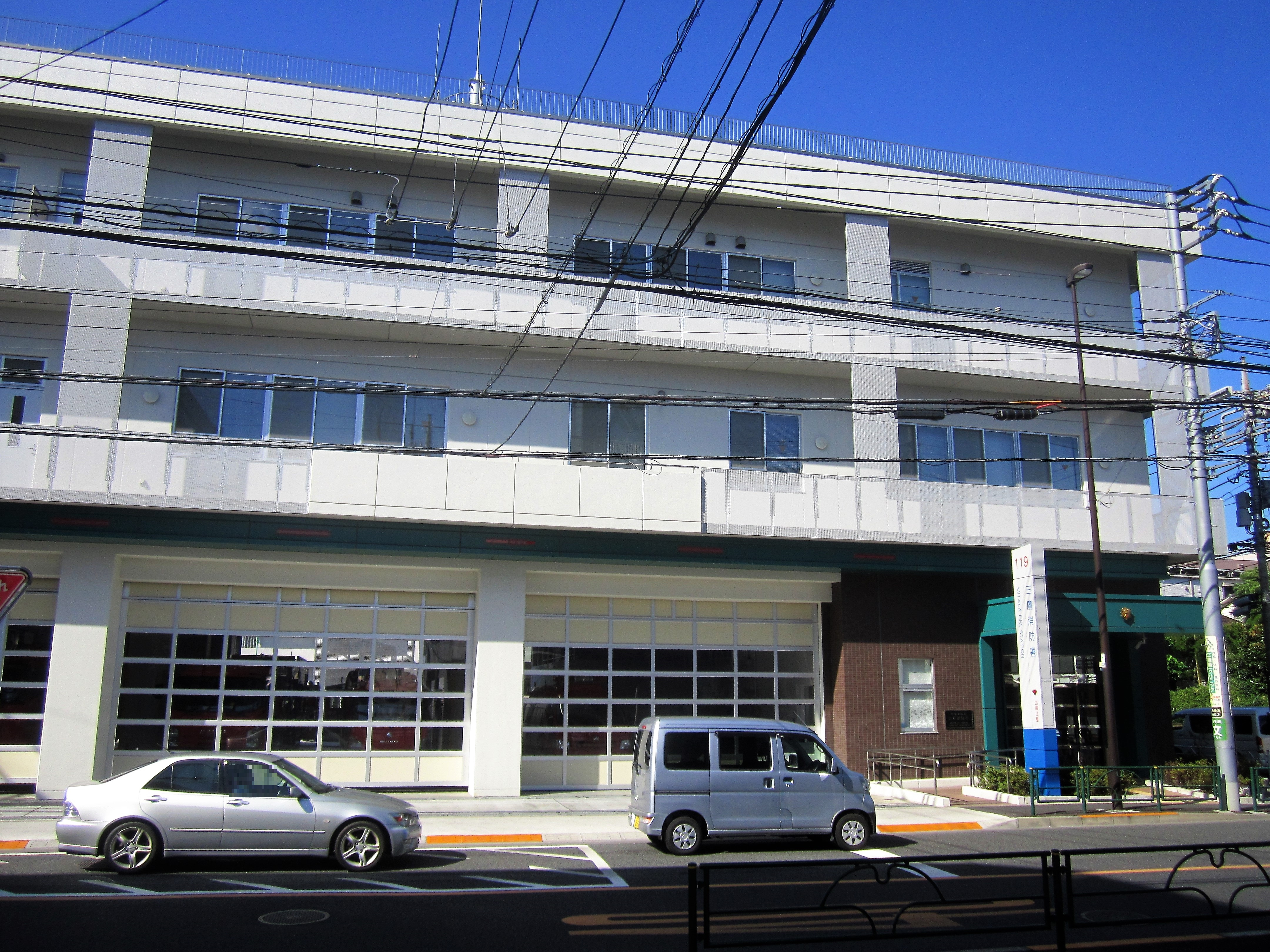
三鷹消防署

## 概要
三鷹市全域を管轄とする。本署と3つの出張所からなる。

## 所在地
- 本署

東京都三鷹市下連雀九丁目2番17号

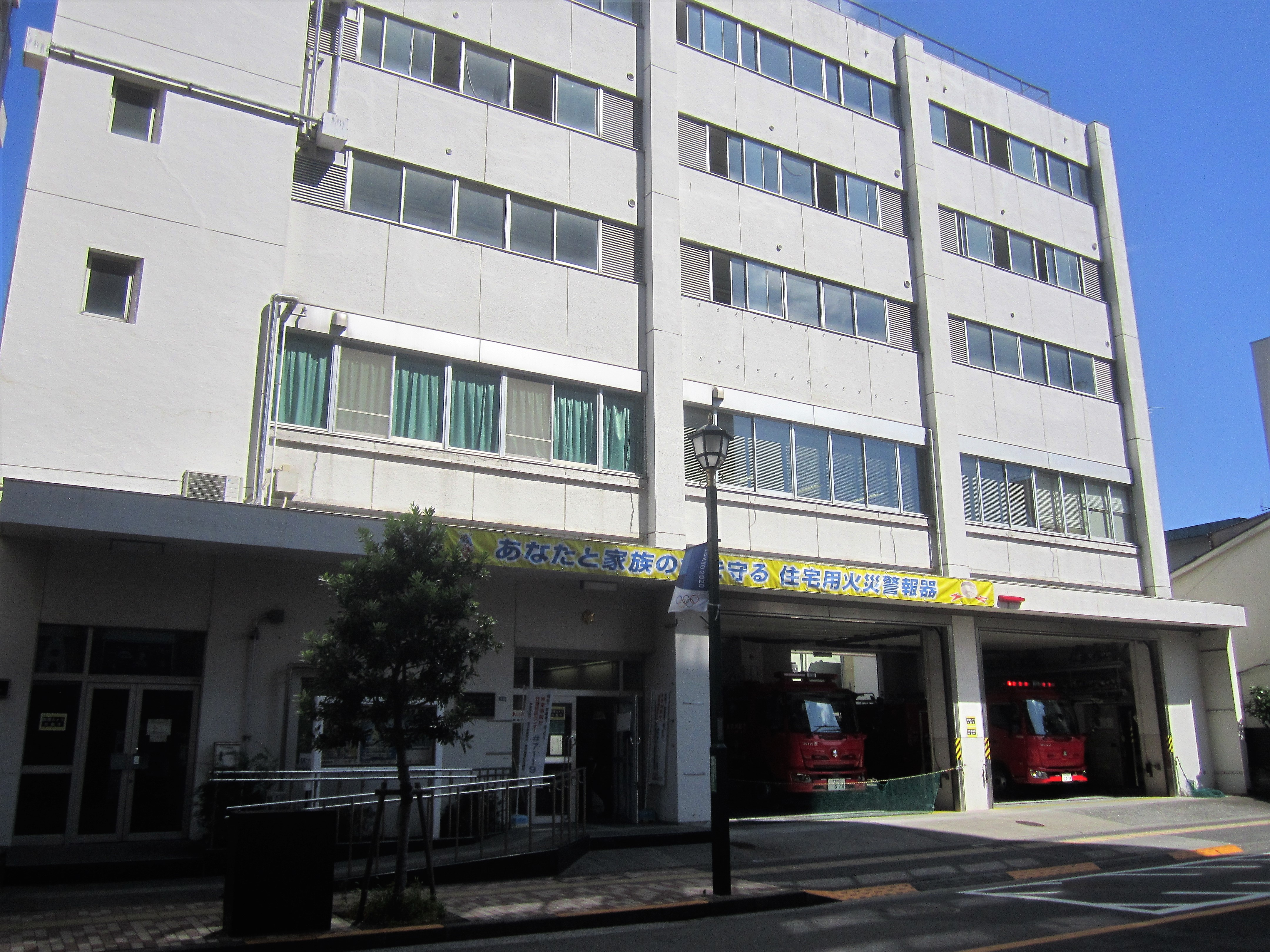
下連雀出張所
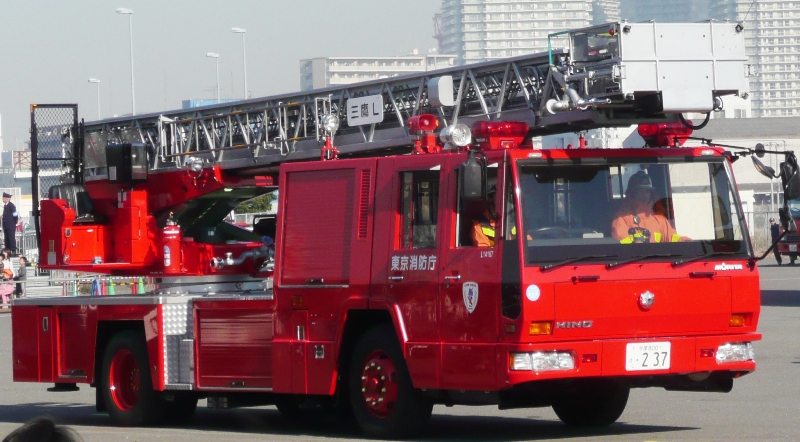
三鷹消防署のはしご車

三鷹市下連雀四丁目15番28号
- 大沢出張所

三鷹市大沢三丁目9番17号
- 牟礼出張所

三鷹市牟礼二丁目6番17号
- 下連雀出張所
- 三鷹消防署のはしご車

## 沿革
- 1943年10月 - 武蔵野消防署が開署。
- 1948年3月 - 消防組織法の施行にともない、武蔵野市、三鷹町[注 1]、保谷町、田無町の4市町による「武蔵野地区消防組合消防本部」が発足、武蔵野消防署は同本部の管轄となる。
- 1960年4月 - 東京消防庁に消防事務を委託し「東京消防庁武蔵野消防署」となる。
- 1967年8月 - 武蔵野消防署から三鷹消防署が分離独立し、本署、下連雀出張所、大沢出張所の体制で業務を開始[1]。
- 1970年 - 牟礼出張所が新設され、現行の体制となる。
- 1991年4月 - 本署に化学機動中隊が置かれる。
- 2005年8月 - 下連雀出張所に特別消火中隊が置かれる。

## 出来事
- 2024年3月27日、東京消防庁は、署員らの食材購入費約12万円を盗んだとして、三鷹消防署の消防士長を停職処分とした。同消防士長は依願退職した。[2]

- 2024年4月、警視庁は、飲酒運転でひき逃げしたとして、三鷹消防署の署員を逮捕した。同年3月26日、飲酒後に車を運転し、西東京市で自転車との接触事故を起こしたが逃走した容疑がある。[3]

## その他
- 管内の三鷹市中原[注 2]に総務省消防庁の消防大学校がある。